# Labrum

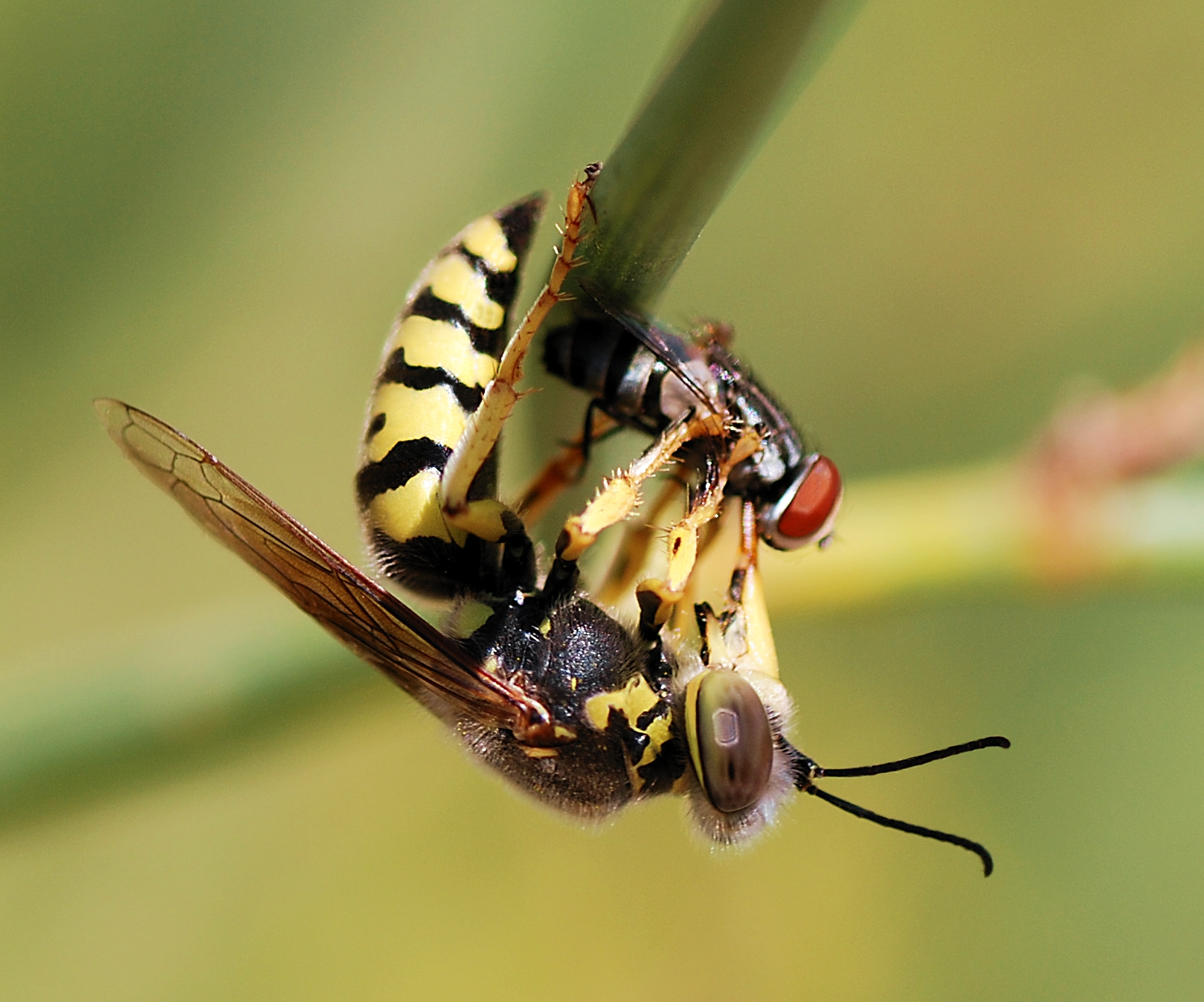
Bembix rostrata (vrouwtje) gebruikt haar labrum om het bloed uit een vlieg te zuigen.

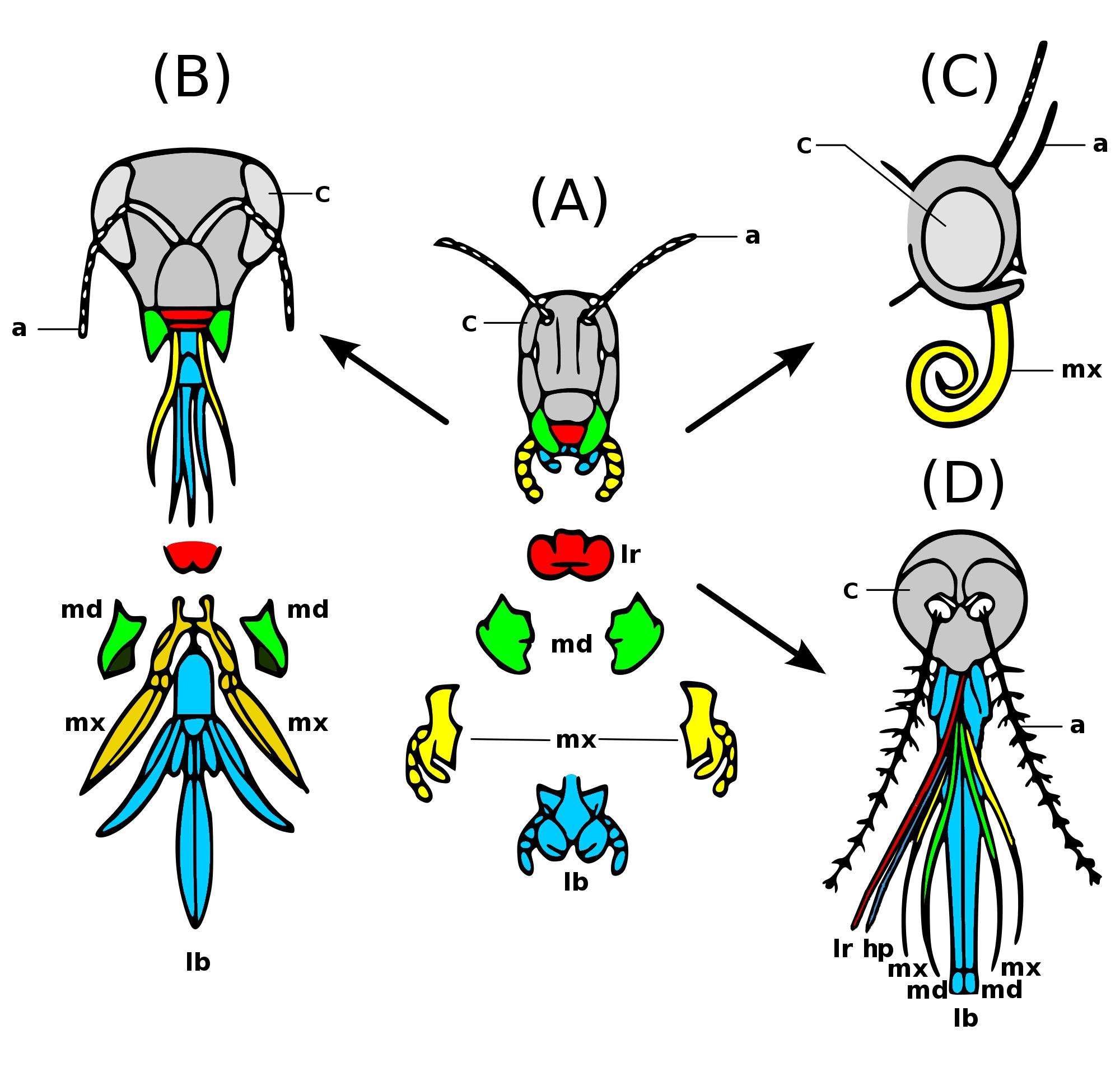
Modificaties van het labrum (in rood) bij verschillende insecten. (A) sprinkhaan, (B) honingbij, (C) vlinder (D) steekmug.

Het labrum is een lipvormige structuur die zich aan de voorzijde van de mondopening bevindt bij insecten, kreeftachtigen en enkele andere geleedpotigen. Een groep waarbij het labrum duidelijk ontbreekt zijn de zeespinnen. Meestal ligt het labrum direct onder de clypeus. Het labrum is beweeglijk en vervult vaak een functie bij de voeding. In de entomologie wordt het labrum vaak vertaald als de 'bovenlip' van een insectenmond. De 'onderlip' is het labium.
Er zijn sterke aanwijzingen dat het labrum een gereduceerd lichaamsaanhangsel is. Dit is onder meer te zien aan het patroon van genexpressie, de innervatie van zenuwen en spieren in het labrum, en de embryonale ontwikkeling ervan.

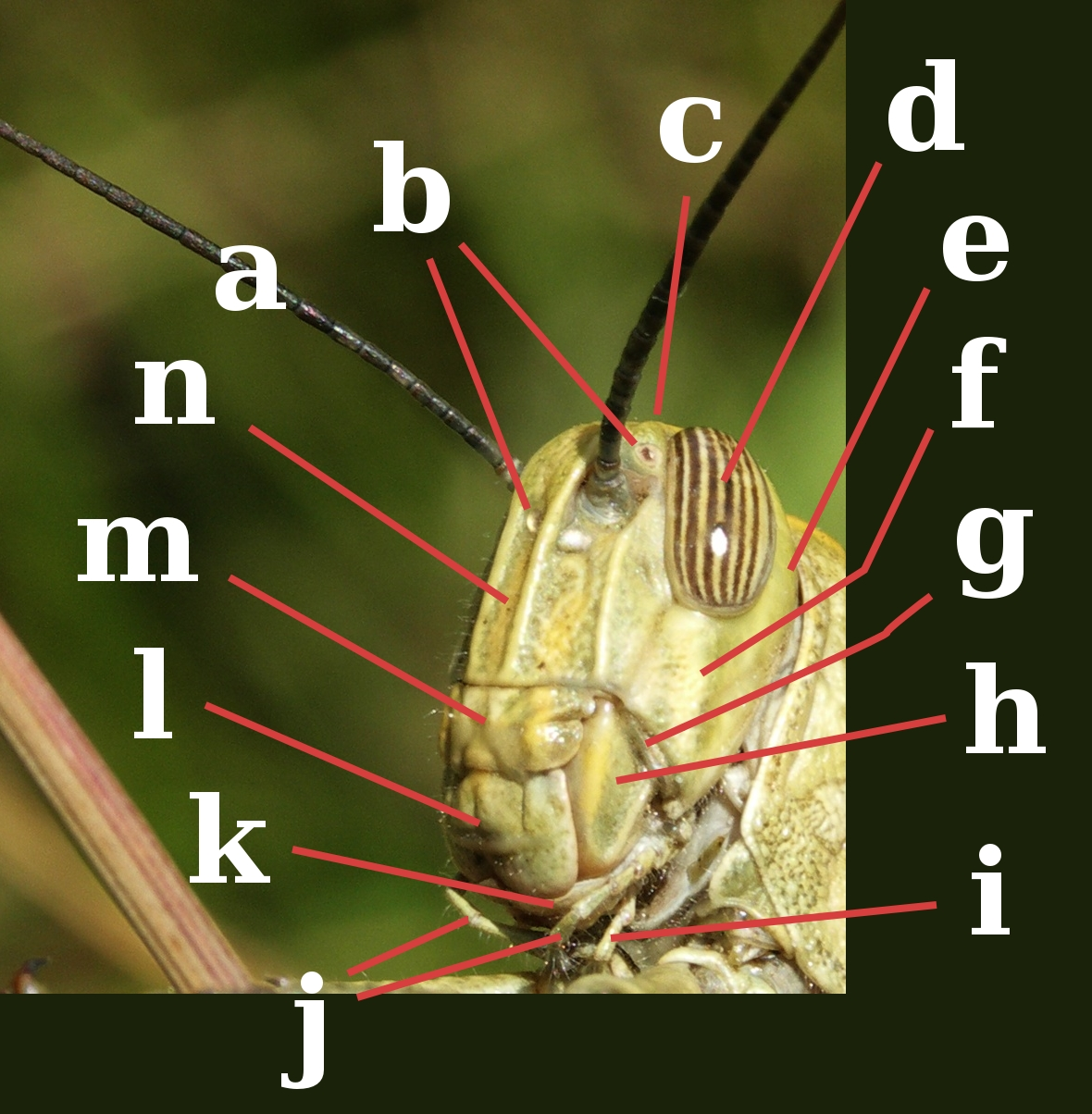
Kop van Rechtvleugeligen, Veldsprinkhanen. a:antenne; b:ocelli; c:vertex; d:samengesteld oog; e:occiput (achterkant van de kop); f:gena (wangen); g:pleurostoma (deel van het subgenale gebied boven de mandibel); h:mandibel; i:labiale palp; j:maxillaire palpen; k:maxilla; l:labrum; m:clypeus; n:frons.
Voorkant kop